# Franse orgelschool
De Franse orgelschool wordt gekenmerkt doordat de melodie van een stem belangrijker wordt gevonden dan de polyfonie of samenklank tussen de verscheidene stemmen en doordat wordt geprobeerd alle mogelijkheden van het orgel te benutten. 

## Verzonken Verleden
De Franse orgelschool begon (theoretisch) in de Renaissance, in de publicaties van Pierre Attaignant (tussen 1547 en 1557). Enkele auteurs (waaronder Eustache Du Caurroy in 1910 of Charles Guillet in datzelfde jaar) publiceerden instrumentale fantasieën die al verdacht veel leken op orgelspel. Maar men moest wachten op Jehan Titelouze die tussen 1623 en 1626 zijn werk speciaal voor het orgel publiceerde. Vanaf die tijd duurde het decennia voor componisten als Louis Couperin, Guillaume-Gabriel Nivers, Jacques Thomelin en Charles Racquet hun werk met orgelmuziek uitgaven. De laatste, uitgedaagd door Marin Mersenne, onderzocht in zijn nog bestaande en mede door Jan Pieterszoon Sweelinck geïnspireerde fantaisie de mogelijkheden van het instrument.  
In hetzelfde tijdperk zag het werk van Nicolas Lebègue, zijn drie Livres d’orgue het licht. Hij bevestigde daarin de Franse traditie de melodie boven de polyfonie te plaatsen en grootschalig gebruik te maken van de karakteristieke geluiden van het Franse orgel.
Het orgelspel ontwikkelde zich van de nog strikte polyfone muziek van Jehan Titelouze (circa 1563 – 1633) naar een unieke, rijkelijk versierde stijl met volledige gebruikmaking van de eigen karakteristieke elementen die het Franse klassieke orgel biedt. Belangrijk vooral bij het invoeren van deze stijl waren Louis Couperin (circa 1626 – 1661), die experimenteerde met structuur, registratie en melodische lijnen, de polyfonische vormen verruimend en Guillaume-Gabriel Nivers (1632 – 1714), die de verscheidene vormen en stijlen van de Franse orgeltraditie gingen bepalen.

## Vormen en Componisten

### Verheven Vormen
Als je enkele karakteristieken van de Franse orgelmuziek kunt noemen zijn het zijn verrassende speelsheid en veelvormigheid. Toch kenden zij vier hoofdgenres: Missen, hymnen, suites en noëls (kerstmuziek). De eerste drie waren verzamelingen van korte stukjes karakteristieke vormen. Zulke vormen waren de volgende:
RecitatiefEen stuk waarin een enkele stem boven alle andere klinkt, door middel van speciale registratie. Dat laatste wordt vaak al genoemd in de titel, bijvoorbeeld Récit de Cromorne (Recitatief voor kromhoorn): De solo stem wordt gespeeld door de kromhoorn. Kromhoorn, cornet, terts, fluit, trompet en menselijke stem worden het meest voor de solo stem gebruikt. Soms wordt bij composities het woord recitatief weggelaten en alleen de registratie genoemd, bijvoorbeeld voor kromhoorn, voor cornet, enz. en de positie van de positie van de solostem, zoals:
- Dessus de Cromorne (sopraan van de kromhoorn)
- Tierce en taille (tenor van de terts)
- Basse de Trompette (bas van de trompet)

DialoogEen stuk dat voortdurend wisselt tussen twee verschillende registers. Nivers onderscheidt tussen twee ondersoorten: Dialogue de récits (Dialoog van de recitatieven) en Dialogue à deux Chœurs (Dialoog van twee koren), de laatste wisselent tussen positif (koororgel) en grand jeu (volle orgelpijpen). Ook worden dialogen tegengekomen die meer dan twee koren gebruiken: een  Dialogue à 4 Chœurs zal wisselen tussen positif, grand jeu, récit secties en de pedaal, en kunnen ook echo secties (als in een Dialogue à 4 Chœurs door Jacques Boyvin).
Duo en TrioTwee- en driestemmige polyfonie stukjes.
FugaGewoonlijk drie of vierstemmige polyfonische stukjes die zich min of meer hechten aan de imitatieve stijl. De Fugue grave duidt op stuk met een serieus karakter, waar de Fugue gaie (of gaye) is zijn tegenovergestelde. Soms dragen vierstemmige stukjes de titel Quatuor (kwartet). Nicolaas de Grigny componeerde ook vaak vijfstemmige fugas.
EchoMelodielijnen die twee keer worden gespeeld, zachter op de tweede keer om zo de indruk van een echo te geven. Dit wordt nog verhoogd doordat zij alleen het einde van de melodielijnen herhalen. Zulke stukjes gebruiken speciaal ontworpen echotekens.
Plein jeu of PréludeMeestal homofone stukjes. Zij zijn vrijwel altijd beginnende bewegingen. Aanvullend, kunnen een aantal standaard registers worden genoemd:
Grand jeuEen luide combinatie van orgelpijpen gebruikt in homofone delen van grotere stukken of van op zichzelf staande préludes.
Jeux doux, Fond d'orgue, (Concert des) flûtesDrie gerelateerde registers. De eerste resulteert in een kalm, zacht geluid. De fond d'orgue (bodem/diepten van het orgel) werd gebruikt voor ernst serieusheid om tenor recitals mee te begeleiden. En tot slot, [concert des] flûtes heeft betrekking op zachtere fluit combinaties die alleen werden gebruikt alone (in tegenstelling tot begeleiding van een solostem).
De termen dessus, taille en basse staan achtereenvolgens voor sopraan, tenor en bas, hoewel en taille vaak alt betekent. De vierde hoofdcategorie de Noëls zijn variaties op kerstliedjes.

### Catalogus van componisten
Eerste periode: Ontwikkeling van polyfonie
- Jehan Titelouze (c. 1563–1633)
- Charles Racquet (1598–1664)
- Louis Couperin (c. 1626–1661)
- François Roberday (1624–1680)
- Nicolas Gigault (c. 1627–1707)

Tweede periode: de vestiging van de Franse Klassieke Orgel School
- Nicolas-Antoine Lebègue (1631–1702)
- Guillaume-Gabriel Nivers (1632–1714)
- Jean-Nicolas Geoffroy (1633–1694)
- Jean-Henry d'Anglebert (1635–1691)
- André Raison (c. 1640–1719)
- Lambert Chaumont (c. 1645–1712)
- Gilles Jullien (1650/53–1703)
- Jacques Boyvin (c. 1650–1706)
- Mathieu Lanes (1660–1725)
- Pierre Dandrieu (c. 1660–1733)
- François Couperin (1668–1733)
- Charles Piroye (c. 1668/72– c. 1728/30)
- Louis Marchand (1669–1732)
- Gaspard Corrette (1671–before 1733)
- Nicolas de Grigny (1672–1703)
- Pierre Du Mage (1674–1751)
- Jean-Adam Guilain (c. 1675/80 –after 1739)

Derde periode: 18e eeuw
- Louis-Nicolas Clérambault (1676–1749)
- Jean-François Dandrieu (c. 1682–1738)
- François d'Agincourt (1684–1758)
- Louis-Antoine Dornel (1685–1765)
- Christophe Moyreau (c. 1690– c. 1772)
- Louis-Claude Daquin (1694–1772)
- Guillaume-Antoine Calvière (1695–1755)
- Pierre Février (1696– after 1762)
- Jean Girard (1696–1765)
- Dom George Franck (c. 1700/10– after 1740)
- Louis Archimbaud (1705–1789)
- Michel Corrette (1707–1795)
- Louis Bollioud-Mermet (1709–1794)
- Claude-Bénigne Balbastre (1724–1799)
- Armand-Louis Couperin (1727–1789)
- Jean-Baptiste Nôtre (1732–1807)
- Jean-Jacques Beauvarlet-Charpentier (1734–1794)
- Josse-François-Joseph Benaut (c. 1743–1794)

Laat 18e eeuw en post-revolutionaire periode
- Guillaume Lasceux (1740–1831)
- Nicolas Séjan (1745–1819)
- Jean-Nicolas Marrigues (1757–1834)
- Gervais-François Couperin (1759–1826)
- Jean-Baptiste Charbonnier (1764–1859)
- Jacques-Marie Beauvarlet-Charpentier (1766–1834)
- François-Louis Perne (1772–1832)
- Alexandre Pierre François Boëly (1785–1858)
- Louis-Nicolas Séjan (1786–1849)

Vernieuwing van midden-19e tot 20e eeuw
- Franz Liszt (1811–1886)
- Jean-Chrisostome Hess (1816–1900)
- Louis James Alfred Lefébure-Wély (1817–1869)
- César Franck (1822–1890)
- Alexandre Guilmant (1837–1911)
- Vincent d'Indy (1851–1931)
- Charles-Marie Widor (1844–1937)
- Eugène Gigout (1844–1925)
- Léon Boëllmann (1862–1897)
- Louis Vierne (1870–1937)
- Charles Tournemire (1870–1939)
- Jean Gallon (1878–1959)
- Marcel Dupré (1886–1971)
- Maurice Duruflé (1902–1986)
- Jean Langlais (1907–1991)
- Olivier Messiaen (1908–1992)
- Jehan Alain (1911–1940)
- Jeanne Demessieux (1921–1968)
- Pierre Cochereau (1924–1984)
- Marie-Claire Alain (1926–2013)
- Daniel Roth (1942)
- Pierre Pincemaille (1956–2018)
- Thierry Escaich (1965)

## Veelkleurige Klanken
De schier onuitputtelijke rijkdom van deze muziek komt wellicht doordat steeds weer nieuwe schakeringen van geluid worden gepresenteerd. Het woord klankkleur lijkt dan ook op zijn plaats.